# آزمایش نمونه‌گیری مایع مغزی-نخاعی
آزمایش نمونه‌گیری مایع مغزی-نخاعی (انگلیسی: CSF tap test) یا تست نمونه‌گیری از آب نخاع، آزمایشی است تا بفهمند آیا انجام شانت مایع مغزی-نخاعی در مبتلایان به هیدروسفالی با فشار نرمال اثربخش خواهد بود یا خیر.
این آزمایش شامل برداشتن ۳۰ تا ۵۰ میلی‌لیتر مایع مغزی نخاعی از طریق پونکسیون کمری (سوراخ کردن کمر با سوزن مخصوص) است که پس از آن عملکرد حرکتی و شناختی فرد مجدداً مورد ارزیابی بالینی قرار می‌گیرد. نام «آزمون فیشر» برگرفته از سی. میلر فیشر یک متخصص مغز و اعصاب کانادایی است که در بوستون، ماساچوست، این آزمایش را ابداع و تشریح کرده است.
بهبود بالینی فرد «ارزش اخباری بالایی» برای انجام موفق شانت در آینده دارد. یک تست «منفی» «ارزش اخباری بسیار پائینی» زیرا بسیاری از بیماران ممکن است پس از شانت بهبود یابند با آنکه پس از انجام آزمایش نمونه‌گیری مایع مغزی-نخاعی تغییری در علائم ایجاد نشده بود.